# La Lliga de la Justícia (pel·lícula)
La Lliga de la Justícia (títol original en anglès: Justice League) és una pel·lícula de superherois dels Estats Units de 2017 basada en l'equip de superherois del mateix nom de DC Comics. És la cinquena entrega de l'univers estès de DC Comics i la continuació de Batman contra Superman: L'alba de la justícia, i està dirigida per Zack Snyder, que va abandonar la producció i fos substituït per Joss Whedon, qui va realitzar noves gravacions d'escenes escrites per ell mateix. Té un repartiment coral que inclou Ben Affleck, Henry Cavill, Gal Gadot, Ezra Miller, Jason Momoa, Ray Fisher, Amy Adams, Jeremy Irons, Diane Lane, Connie Nielsen i J. K. Simmons. Aquesta pel·lícula ha estat doblada i subtitulada al català.

## Sinopsi
Amb una fe renovada en la humanitat i inspirat per l'acte desinteressat de Superman, Bruce Wayne decideix enfrontar-se a un temible enemic, amb l'ajuda d'una nova aliada, Diana Prince. Junts, Batman i Wonder Woman formen un equip de metahumans.

## Repartiment

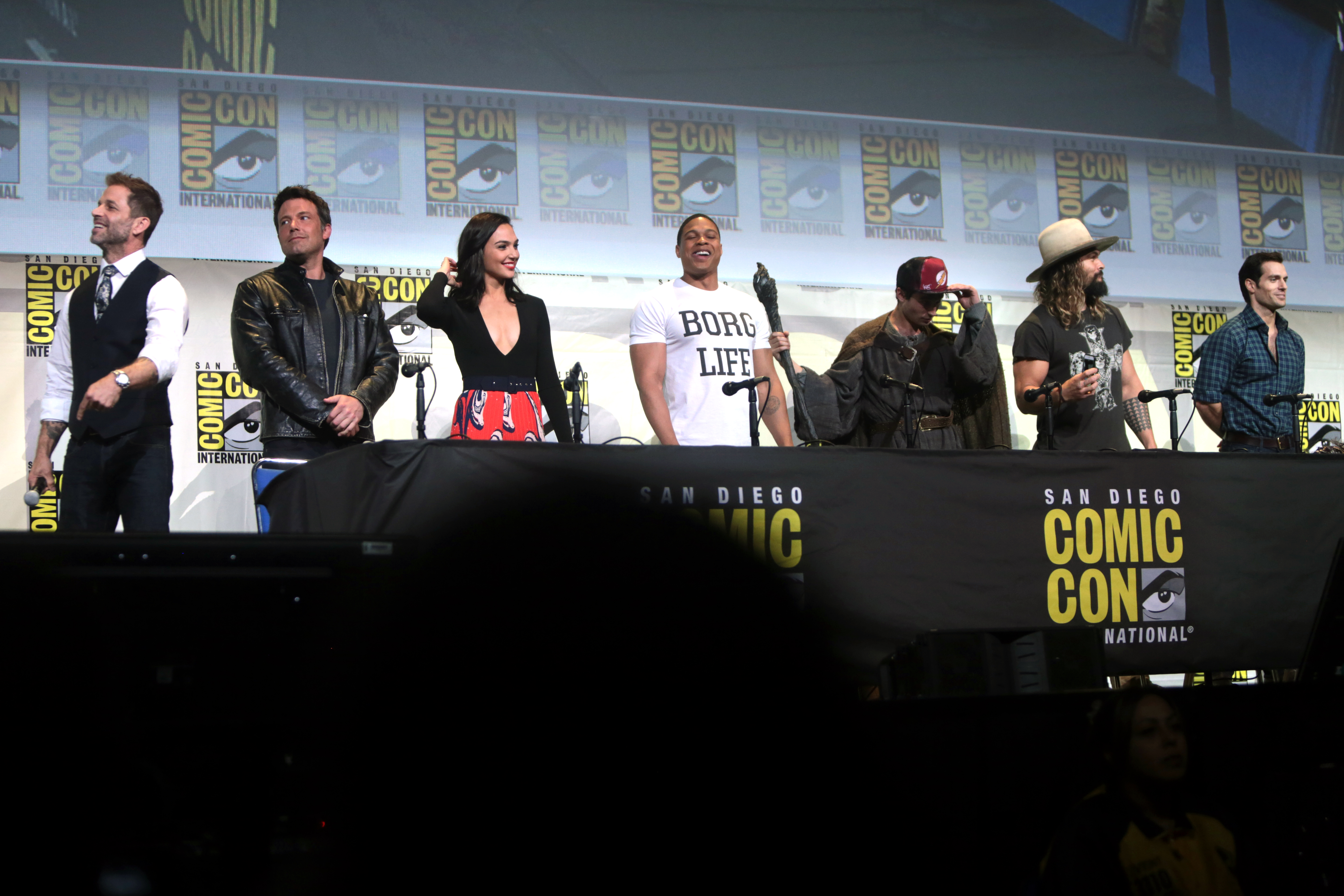
Repartiment de la pel·lícula a la Comic-Con de San Diego de 2016 amb Zack Snyder.

- Ben Affleck com a Bruce Wayne / Batman, membre de l'alta societat ric i propietari de Wayne Enterprises que es dedica a protegir Gotham City de l'inframón criminal com a emmascarat altament entrenat amb eines i armes.
- Henry Cavill com a Kal-El / Clark Kent / Superman, membre de la Lliga de la Justícia, supervivent de la kriptonita i periodista del Daily Planet, situat a la ciutat fictícia de Metròpolis. A la pel·lícula, Superman queda retratat com a més optimista i esperançador. El personatge va ser intencionada exclòs de tot el màrqueting i merxandatge de la pel·lícula per a emfasitzar la seva mort a Batman contra Superman: L'alba de la justícia.[7]
- Gal Gadot com a Diana Prince / Wonder Woman, comerciant d'antiguitats, coneguda de Wayne i guerrera amazona immortal que és la princesa de Themyscira i filla d'Hipòlita i Zeus, de qui ha heretat atributs i habilitats metahumanes.
- Ezra Miller com a Barry Allen / The Flash, estudiant universitari que es pot moure a velocitat superhumanes.
- Jason Momoa com a Arthur Curry / Aquaman, mig humà amb habilitats superhumanes i aquàtiques.[8][9]
- Ray Fisher com a Victor Stone / Cyborg, ex-atleta universitari que, després de ser reconstruït cibernèticament després d'un accident de cotxe, esdevé un ésser tecnoorgànic millorat per tecnologia biomimètica extraterrestre.
- Amy Adams com a Lois Lane, periodista guardonada compassiva i impàvida i interès amorós de Kent.
- Jeremy Irons com a Alfred Pennyworth, majordom, cap de seguretat i confident de Wayne.
- Diane Lane com a Martha Kent, mare adoptiva de Kent.
- Connie Nielsen com a reina Hipòlita, mare de Diana i reina de Themyscira.
- J. K. Simmons com a comissionari James Gordon, comissionari del departament de policia de Gotham City i aliat íntim de Batman.
- Ciarán Hinds com a Steppenwolf, oficial militar extraterrestre d'Apokolips que lidera l'exèrcit de Parademons i que busca les tres caixes mare a la Terra.
- Amber Heard com a Mera, d'Atlàntida.[10]
- Joe Morton com a Silas Stone, pare de Victor Stone i cap dels laboratoris S.T.A.R.

## Zack Snyder's Justice League
Una nova versió de la pel·lícula, Zack Snyder's Justice League, de 2021 inclou dotzenes d'escenes addicionals, trames secundàries, mitologia, elements de construcció del món, nous personatges i introduccions a les pel·lícules futures són presents en la versió de Snyder però no en la versió de 2017.